# Imagen Awards
Les Imagen Awards sont des récompenses cinématographiques américaines, créées en 1985 et organisées par la Fondation Imagen (Imagen Foundation en anglais), une association américaine dont le but est d'« encourager et reconnaître les représentations positives de Latinos dans l'industrie du divertissement ».

## Histoire
En 1983, Helen Hernandez rencontre le scénariste et producteur Norman Lear. Celui-ci est conscient de la quasi-absence de représentations positives des Latinos dans l'industrie du divertissement. Lui et Helen Hernandez rencontrent les dirigeants de la National Conference for Community and Justice, une organisation américaine de défense des droits civiques. De cette rencontre naissent en 1985 les Imagen Foundation Awards (ou Imagen Awards),.
Les lauréats précédents incluent des professionnels de l'industrie du divertissement tels que Andy García, Antonio Banderas, Phil Roman, Edward James Olmos, Bill Meléndez, Rita Moreno, Jennifer Lopez et Héctor Elizondo.

## Récompenses
- Best Picture
- Best Director
- Best Actor – Feature Film
- Best Actress – Feature Film
- Best Primetime Television Program – Drama
- Best Primetime Television Program – Comedy
- Best Primetime Program: Special, Movies, & Mini-Series
- Best Actor – Television
- Best Actress – Television
- Best Supporting Actor – Television
- Best Supporting Actress – Television
- Best Young Actor – Television
- Best Variety or Reality Show
- Best Children’s Programming
- Best Documentary
- Best Informational Program
- Best On-Air Advertising